# Людмил Маринчевски
Людмил Асенов Маринчевски е български политик, инженер и офицер, генерал-майор.

## Биография
Роден е през 1941 г. в София. През 1965 г. завършва радиотехника във Висшия институт по съобщенията в Москва. За една година е инженер в техническия блок на БНТ, а след това влиза в системата на МВР като щатен служител на ІV отдел на ДС. Бил е заместник-началник на Второ главно управление на ДС (от 1987) и първи заместник-министър на вътрешните работи (1990 – 1991). През 1982 г. завършва двумесечна школа на КГБ в Москва. На 31 декември 1991 г. се пенсионира като главен секретар на МВР с чин генерал-майор. След това се пренасочва в сферата на сигурността. Бил е управляващ директор на „Група 4 Секюритас България“ за България. Участва на президентските избори през 1996 г. като кандидат-вицепрезидент заедно с кандидат-президент Александър Томов, но печели само 3, 16% от вота. Бил е депутат от XXXVIII народно събрание от парламентарната група на Евролевицата, но го напуска след разкриване на бившите щатни служители на ДС. От 2006 г. е управител на фирма ЕТ Комсиг Л.М., която също се занимава с услуги в сферата на сигурността. Умира на 22 октомври 2015 г. Част е от предложения от Румен Петков Обществен съвет към МВР.